# Henry Liddell
Henry George Liddell (Durham, 6 febbraio 1811 – Ascot, 18 gennaio 1898) è stato un grecista e storico inglese.

## Biografia
Vice cancelliere dell'università di Oxford, nel 1843 pubblicò in collaborazione con Robert Scott un pregevole Greek-English Lexicon. Fu padre di dieci figli, tra cui Alice Liddell, immortalata da Charles Dodgson (Lewis Carroll) in Le avventure di Alice nel Paese delle Meraviglie.

### Vita privata
Il 2 luglio 1846, Liddell sposò Lorina Reeve (1826-1910). La coppia ebbe dieci figli:
- Edward Henry Liddell (1847-1911)
- Lorina Charlotte Liddell (1849-1930)
- James Arthur Charles Liddell (1850-1853), morto treenne di scarlattina
- Alice Pleasance Liddell (1852-1934)
- Edith Mary Liddell (1854-1876), morta ventiduenne di peritonite
- Rhoda Caroline Anne Liddell (1859-1949)
- Albert Edward Arthur Liddell (1863), morto infante
- Violet Constance Liddell (1864-1927)
- Frederick Francis Liddell (1865-1950)
- Lionel Charles Liddell (1868-1942)